# Ivo Pilar

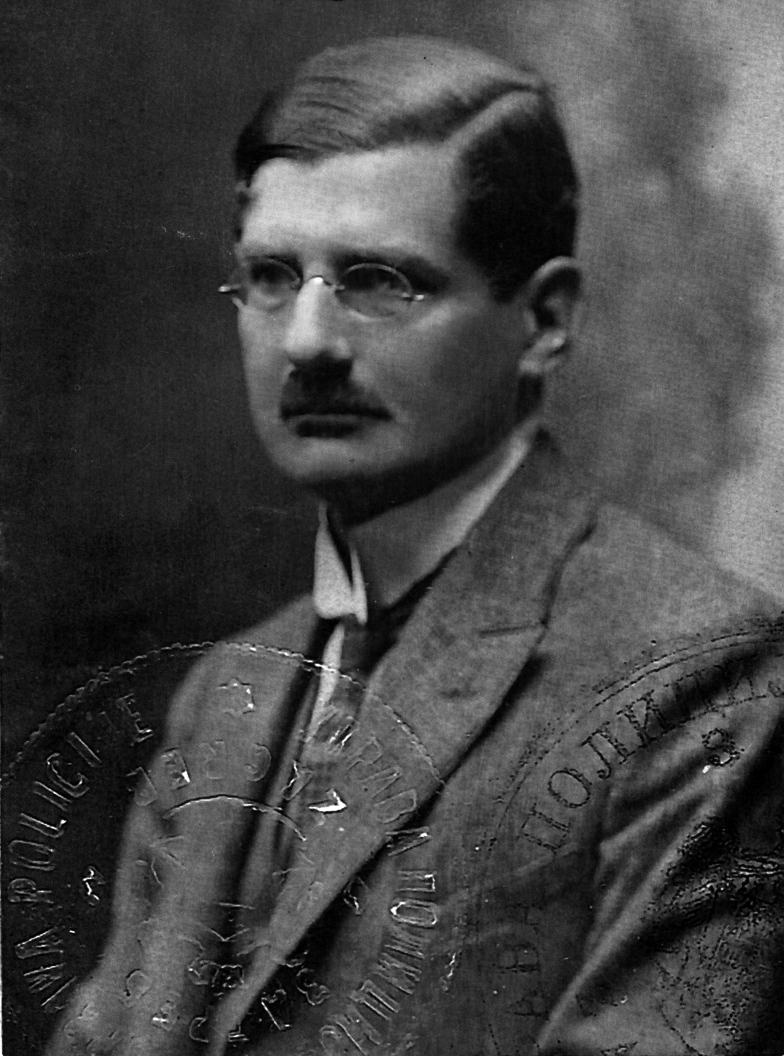
Dr. Ivo Pilar (1874–1933) Pilars trialistische Konzeption der Habsburgermonarchie

Ivo Pilar (* 19. Juni 1874 in Zagreb, Königreich Kroatien und Slawonien, Österreich-Ungarn; † 3. September 1933 ebenda) war ein Jurist, Politiker, Schriftsteller, Historiker, Rechtsanwalt, Ökonom und Publizist aus dem Königreich Kroatien und Slawonien sowie Königreich der Slowenen, Kroaten und Serben bzw. Jugoslawien. Er gilt als Vater der kroatischen Geopolitik. Sein Buch Die südslawische Frage und der Weltkrieg ist eine wegweisende Arbeit zu den geopolitischen Fragen der Südslawen, insbesondere in der damaligen Habsburgermonarchie.

## Laufbahn

### Frühe Jahre
Pilars Vorfahren kamen seinerzeit nach Kroatien aus Tschechien. Sein Vater Gjuro Pilar war Professor für Mineralogie und Geologie an der Franz-Joseph-Universität zu Agram (Zagreb), später ihr Rektor sowie Mitglied der Jugoslawischen Akademie der Wissenschaften und Künste zu Agram. Er war auch in weiteren wissenschaftlichen Gesellschaften von Deutschland, der Schweiz, Frankreich und Österreich aktiv.
Ivo Pilar schloss 1893 das Klassische Gymnasium in Zagreb ab. Nachdem er das Jus-Studium in Wien abgeschlossen hatte, besuchte er anschließend Vorlesungen an der renommierten Ecole de Droit in Paris. 1899 legte er seine Dissertation vor und bekam den Doktorgrad in Wien. 1900 kehrte er nach Kroatien zurück. Kurz darauf ging er nach Bosnien und Herzegowina, wo er eine Stelle zuerst bei einer Bank und später in der Justiz bekam.
Anfang der 1900er Jahre wurde er einer der Ideologen der kroatischen Moderne und gehörte zu der Gruppe der kroatischen Schriftsteller, die von Silvije Strahimir Kranjčević geführt wurde. 1905 zog er nach Tuzla um und eröffnete dort eine eigene Anwaltskanzlei. Dort engagierte er sich stark als Rechtsanwalt, aber entwickelte auch nationalistisch-kroatische Aktivitäten. Er war der Ansicht, dass die Kroaten ihre Interessen in Bosnien und Herzegowina stärker vertreten sollten.
1908 veröffentlichte Pilar in Sarajevo die Broschüre Josip Štadler und die kroatische Volksunion. Darin kam Pilar zu dem Schluss, dass der katholische Glaube zweifellos eine außergewöhnliche Rolle bei der Wahrung der nationalen Identität der Kroaten in Bosnien und Herzegowina spielt, obwohl er gewisse Unterschiede zwischen den Interessen des Volkes und der Kirche als einer Organisation aufzeigte.
1910 gründete Pilar die „Kroatische Volksunion“ („Hrvatska narodna zajednica“), um die unorganisierten kroatischen Katholiken politisch zu wecken und sie auf die bevorstehenden Ereignisse vorzubereiten. Als der Erste Weltkrieg begann, blieb er in Tuzla.

### Kriegsjahre
Im Gegensatz zu vielen Kroaten, die den Zerfall der verhassten Habsburgermonarchie im Ersten Weltkrieg erwarteten, warnte Pilar, dass die Monarchie der einzige Garant für das Überleben Kroatiens war, und dass sie, zwar reformiert, doch auf jeden Fall erhalten werden sollte. Unter dem Pseudonym Dr. Juričić veröffentlichte er in Zagreb 1915 die Studie Weltkrieg und die Kroaten. Es war ein Versuch, das kroatische Volk noch vor dem Kriegsende entsprechend zu orientieren.
Pilar war überzeugt, dass die kroatische politische Elite den neuesten Ereignissen nicht gewachsen sei. Statt die Ziele und das Programm des Kampfes des kroatischen Volkes im Weltkrieg klar zu formulieren, überlasse sie die Initiative den Serben. Das Werk wurde von sachkundigen Lesern gut aufgenommen, so dass 1917 eine zweite Ausgabe folgte.
Die Entwicklungen im transleithanischen Teil der Habsburgermonarchie widersprachen Pilars Wünschen und Überzeugungen, weshalb er 1918 die Broschüre Politische Geographie der kroatischen Länder in Sarajevo veröffentlichte. Diese 32-seitige Broschüre wurde zum Grundstein der kroatischen Geopolitik. Pilar war sich seiner historischen Bedeutung bewusst, was belegen seine Worte: „Wir kennen keine Arbeiten dieser Art zur politischen Geographie in der kroatischen Literatur. Daher ist dieser Aufsatz der erste seiner Art in diesem Bereich unserer Literatur.“ Im Aufsatz wies Pilar darauf hin, dass die kroatischen Gebiete seit 1908, d. h. seit der österreichisch-ungarischen Annexion von Bosnien und Herzegowina, in einen einzigen starken Staat eingegliedert wurden, der das Überleben Kroatiens garantierte und in dem „die heutigen kroatischen Gebiete wie nie zuvor gedeihen“.
Beide Aufsätze waren nur eine Vorbereitung auf Pilars Hauptwerk, das unter dem Titel Die südslawische Frage und der Weltkrieg bekannt ist. Pilar schrieb es unter dem Pseudonym Leo von Südland. Es wurde 1918 in Wien veröffentlicht und war schnell vergriffen. Es folgte bald eine zweite Auflage, die aber stark zensiert wurde, da nicht mal eine milde Kritik der österreichischen Politik in den kroatischen Gebieten im 19. Jahrhundert erlaubt war. Pilar schrieb das Buch auf Deutsch, weil er Leser im deutschsprachigen Raum erreichen wollte, insbesondere österreichische Leser, darunter die militärischen und politischen Kreise der umkämpften Monarchie.
Viele kroatische Politiker zeigten jedoch weniger Interesse, da sie auf die künftige Vereinigung mit den Serben orientiert waren. Zunächst konnte das Buch die Mission seines Autors nicht fördern. Aber seine Arbeit zu südslawischen Fragen wurde von Serben und anderen Befürwortern einer südslawischen Union sofort bemerkt, da das Buch die Kroaten davor warnte, in einen Staatenbund einzutreten, der für sie ungerecht wäre. Sie kauften viele Exemplare in Wien und anderen Städten der Monarchie auf, um sie zu vernichten. Aus diesem Grund wurde es bald nach seiner Veröffentlichung zu einer bibliografischen Rarität.
Der kroatische Schriftsteller, Historiker Dubravko Jelčić, ein Pilar-Kenner, schrieb über dessen Hauptwerk: „Über viele Jahre hinweg war Pilars Buch die einzige systematische und klare historisch objektive Analyse der großserbischen imperialistischen Idee, ihrer Entstehung, der Ziele und Methode. In der Zeit des Ersten Weltkriegs, als das Schicksal des kroatischen Volkes entschieden wurde, förderte Pilar alias Südland reife politische Konzepte, die dem tragischen Defätismus von Trumbić und Supilo entgegenstanden.“

### Politische Verfolgung und Tod
Im neu gebildeten Staat Königreich der Serben, Kroaten und Slowenen sah Ivo Pilar sich einem harten großserbischen Zentralismus gegenüber, insbesondere der ungelösten kroatischen Frage. Wegen seiner politischen Überzeugung war er eine unerwünschte Person.
1920 zog er nach Zagreb und engagierte sich nicht mehr aktiv in der Politik. Neben seiner Arbeit als Anwalt schrieb er weiter. 1921 wurde er zusammen mit Milan von Šufflay und anderen Mitgliedern der Partei der Rechte in einem konstruierten politischen Prozess wegen Hochverrats vor Gericht gestellt. Trotz des Mangels an Beweisen für ein Verbrechen, wurde er zu einer zweimonatigen Haftstrafe und einer einjährigen Bewährungsstrafe verurteilt.
In den 1920er Jahren veröffentlichte Pilar fachkundige und wissenschaftliche Arbeiten über Philosophie und Geschichte (z. B. über die Bogumils). 1933 veröffentlichte er den Aufsatz Immer wieder Serbien in deutscher Sprache unter dem Pseudonym Florian Lichtträger, da er um sein Leben fürchtete.
Bald darauf wurde Pilar in seiner Wohnung getötet aufgefunden. Die Presse in Belgrad behauptete sofort, es sei ein Selbstmord gewesen. Das offene Fenster seiner Wohnung und die Tatsache, dass Pilar nie eine Waffe besaß, machen jedoch die Umstände seines Todes verdächtig. Es gab zwei Theorien dazu: die erste, dass Pilar von der jugoslawischen Diktatur so deprimiert war, dass er sich selbst tötete, und die zweite, dass er von serbischen Geheimagenten oder kroatischen Nationalisten wie Milan von Šufflay getötet wurde.
Pilar ist auf dem Mirogoj-Friedhof in Zagreb begraben.

## Geschichtliche Einschätzung
Ivo Pilar war ein Intellektueller mit sehr breiten Interessen. Er war ein Jurist, Politikwissenschaftler, Schriftsteller, Soziologe, Politiker, Ökonom, Ethnologe, Publizist und politischer Ideologe, eine bedeutende Figur in der kroatischen Kultur und Politik im ersten Drittel des 20. Jahrhunderts. Er war eine Person, die lange Zeit in Jugoslawien ungerechtfertigt an den Rand gedrängt wurde. Gerade wegen der Breite seiner Interessen und einer genauen Analyse der politischen und sozialen Umstände des damaligen Kroatiens verdiente er jedoch eine gründliche geschichtliche Anerkennung.
Nach dem Beschluss des Rektorats der Universität Zagreb vom 26. November 1991 wurde ein Institut für angewandte Sozialforschung als öffentliche Einrichtung der Republik Kroatien gegründet. Mit Beschluss des Verwaltungsrates des Instituts vom 18. Februar 1997 wurde es in „Ivo-Pilar-Institut für Sozialwissenschaften“ umbenannt, und zwar mit einer Erläuterung: Das Institut ist nach dem kroatischen Wissenschaftler und Publizisten Ivo Pilar benannt, der eine wichtige Rolle bei der Entwicklung der sozial- und humanistischen Forschung in unserem Land spielte.